# Kara Yülük Osman
Qara Osman o Kara Osman o Qara Yoluq Osman o a veces Uthman (en turco: Kara Yülük Osman Bey) ( 1350/55 - Erzurum, 1435) fue un líder de la federación tribal turcomana de los Aq Qoyunlu reinó desde 1378 hasta 1435 en lo que hoy Azerbaiyán, Irak y Turquía a finales del siglo XIV y principios del XV.

## Primeros años
Se desconocen el lugar de nacimiento y el año, pero dado que se dice que tenía unos 80 años al momento de su muerte, se supone que su año de nacimiento está entre 1350 y 1355. Su apodo Kara Yülük significaba sanguijuela negra. Su familia se había trasladó en la segunda mitad del siglo XII desde Azerbaiyán hacia Anatolia y se instaló en Erzincan y Bayburt. Su abuelo Tur Ali Bey realizó varias redadas contra el Imperio de Trebisonda.
Según fuentes bizantinas y Aq Qoyunlu, era el hijo de Fakhr al-Din Kutlu Bey, emir de los turcomanos Bayandur y de la princesa trapisondesa María Hatun, hija, a su vez, del emperador Basilio de Trebisonda y de su segunda esposa Irene. Osman se casó, a su vez, con otra princesa trapisondesa, su prima, hija de su tío materno Alejo III de Trebisonda, como era la costumbre, y obtuvo el control de Diyarbakır en 1402.
Kutlu Bey amplió su influencia hacia Erzincan e interfirió en el conflicto de los gobernantes Mutahharten de Erzincan y del Beylicato de Eretna. El mismo Kutlu Beg había utilizado a sus hijos en varios lugares como mayordomos. De esta manera Osman Bey reunió en Ergani su primera experiencia en administración y gobierno. Cuando Kutlu Bey murió en 1388, su hijo mayor Ahmad Bey asumió el liderazgo de la tribu. Mutahharten quiso explotar este cambio de poder, para derrotar y someter a los Aq Qoyunlu, traicionando a Ahmad Bey y llamando a los Qara Qoyunlu para apoyarlo. Qara Qoyunlu era otra confederación tribal turcomana, que dominó grandes áreas desde Mosul hasta Erzurum y se convirtió en archirrival de los Aq Qoyunlu. Con la ayuda de los Qara Qoyunlu, Mutahharten pudo vencer a Ahmad Bey, quien luego buscó refugio con sus hermanos en Sivas, capital del Beylicato de Eretna. Osman Bey había llevado a cabo redadas por su cuenta durante un tiempo y también entró en conflicto con los Qara Qoyunlu. Más tarde, ayudó al bey Kadi Burhan al-Din de Eretna en sus campañas y así fortaleció su dominio, sin embargo más tarde, ambos se enfrentaron. Este conflicto terminó con la ejecución de Kadi Burhan al-Din en 1399. Este incidente sorprendió a los gobernantes de la región, y así fue como los otomanos se vieron favorecidos a la hora de tomar Sivas. Osman Bey buscó nuevos partidarios contra Qara Qoyunlu y se alió con los mamelucos de Egipto. Pero poco tiempo después, el emir turco-mongol Timur de Transoxiana comenzó sus campañas a Irán y Anatolia. Osman Bey esperó a Timur en Karabag en 1399, cuando el resto de los líderes turcomanos, especialmente su rival, el bey Qara Qoyunlu Qara Yusuf, se enfrentaron al caudillo turco-mongol. Osman Bey ayudó a Timur 1400 a tomar Sivas. Más tarde, en 1402, Osman también encontró en la batalla de Ankara cuando Timur derrotó a los otomanos y condujo al sultán Bayezid I en cautiverio, lo que sacudió el equilibrio de poder en Anatolia.

## Reinado
Debido a sus servicios a Timur, Osman Bey en 1403 recibió Diyarbakır como feudo. De este modo, Osman Bey sentó las bases para el futuro estado Aq Qoyunlu. Con la retirada de los timúridas, comenzó a conquistar más áreas en el este y sudeste bajo su control. En 1405 saqueó Birecik (en territorio mameluco egipcio). Como Qara Yusuf había retomado su impulso conquistador, Osman Bey tuvo que enfrentarse a la Qara Qoyunlu para contraatacarla. Cuando ninguna de las partes pudo ganar la partida, concluyeron un pacto de no agresión. Osman Bey se movió contra Mardin en 1408. Los Artúquidas de Mardin pudieron defender a esta ciudad con la ayuda de los mamelucos y asediar a su vez a Osman Bey en su capital, Diyarbakir. Pero Osman Bey fue capaz de defenderse y vencer a los sitiadores. En el mismo año, capturó Urfa. Cuando atacó a Mardin una vez más, los Ortoqids esta vez pidieron ayuda a Qara Yusuf, quien expulsó a Osman Bey. La confederación Kara Koyunlu tomó muchas áreas pertenecientes a Osman Bey, incluyendo Erzincan, y al final en 1418 el derrotado Osman Bey tuvo que huir hacia los territorios mamelucos. Qara Yusuf murió en 1420 y su sucesor Qara Iskander luchó contra Osman Bey, quien aprovechó el cambio de trono, para contraatacar y saquear las áreas de Harput, Malatya y Mardin en el beylicato de Dulkadir. Cuando dirigió sus acciones contra los mamelucos, estos se dirigieron en 1429 contra Urfa y la sitiaron. El hijo de Osman Bey, Habil Bey, negoció con los mamelucos, porque el asedio causaba gran hambre y angustia. La ciudad se entregó a los mamelucos, con el compromiso de no saquear la ciudad, pero los mamelucos rompieron su palabra, saqueado y asesinando y tomando prisionero a Habil Bey, siendo este enviado a El Cairo, donde más tarde murió en cautiverio. Osman Bey al no poder salvar a su hijo, comenzó a invadir las zonas fronterizas, lo que condujo en 1433 a otra nueva campaña de los mamelucos, en la que el sultán mameluco Barsbay participó personalmente. El 28 de mayo de 1433, los mamelucos llegaron a Diyarbakir y comenzaron el asedio. Pero Osman Bey pudo resistir a los mamelucos durante varios días, lo que finalmente obligó a Barsbay a llegar a un acuerdo con Osman Bey. Barsbay se aseguró el vasallaje de Osman Bey y se retiró en julio a El Cairo vía Urfa y Birecik. La situación cambió cuando el timúrida Shahruj (hijo del emir Timur) inició una campaña contra los Qara Qoyunlu. Shahruj conquistó lugares como Erzincan, Bayburt, Meyyafarikin y Harput y sometió a los gobernantes locales.

## Muerte
Después de algún tiempo Qara Iskander recuperó su fuerza, atacó en 1434 a los Shirvanshahs y devastó sus tierras. Esto requirió a Shahruj, quien luchó contra Qara Iskander varias veces. Comenzó a hostigar al líder Qara Qoyunlu con Osman Bey. En 1434, las fuerzas de Osman Bey pudieron tomar Erzurum, Bayburt, İspir y Tercan. Mientras tanto, Shahruj se mudó a Tabriz, la capital de Qara Iskander, por lo que este huyó en dirección a Erzurum. Antes de llegar a Erzurum, Osman Bey lo interceptó en el camino, en la subsiguiente batalla, el líder Aq Qoyunlu resultó herido y murió poco después. El mismo Qara Iskander no sería asesinado hasta 1438.

## Familia

### Esposas y concubinas
Tuvo una esposa:
- Despina Hatun (¿? - ¿?), su prima hermana, hija de su tío materno, el emperador Alejo III de Trebisonda y de su esposa Teodora Cantacucena.

También tuvo muchas concubinas de nombres y origen desconocidos.

### Hijos
- Ibrahim Bey (¿? - ¿?);
- Habil Bey (¿? - ¿1429?);
- Ali Bey (¿? - 1438), sucesor de su padre e hijo de Despina Hatun;
- Hamza Bey (¿? - 1444);
- Uweis Bey (¿? - ¿?);
- Hasan Bey (¿? - ¿?);
- Ya'qub Bey (¿? - ¿?).

### Hijas
- Ruqiyya (¿? - ¿?), casada en 1401 con Sayyid Ahmad, hijo del líder timúrida Miran Shah.